# Citrobacter freundii
Citrobacter freundii és una espècie de bacil anaerobi facultatiu, gramnegatiu de la família de les enterobacteriàcies. Els bacteris són allargats amb una longitud típica d'1 a 5 μm. Generalment, la majoria de bacteris C. freundii tenen molts deflagels que fan servir per a la locomoció, però alguns no en tenen i, per tant, no tenen motilitat. C. freundii És un organisme que viu en sòls, però també pot ser trobat en l'aigua, les aigües residuals, el menjar i en els tractes intestinals d'animals i éssers humans. El gènere Citrobàcter va ser descobert l'any 1932 per Werkman i Gillen. Durant el mateix any es van aïllar i identificat cultius bacterians de C. freundii a partir d'extractes de sòl.
Com a patogen oportunista, C. freundii és responsable d'un nombre significatiu d'infeccions. Se sap que és la causa de les infeccions nosocomials del tracte respiratori, el tracte urinari, la sang, i molts altre llocs que normalment es mantenen estèrils. C. freundii representa aproximadament el 29% de totes les infeccions oportunistes.
Encara que és un patogen pels éssers humans, aquest microbi contagiós juga una funció important en el cicle del nitrogen. C. freundii és el responsable de reduir els nitrats de l'entorn a nitrits. Aquesta conversió és una etapa important i crucial en el cicle de nitrogen.
C. freundii ha estat investigat per a la biodegradació de l'àcid utilitzat en les adoberies. Degut a la seva capacitat de bioabsorbir radionúclids, C. freundii també ha estat investigat com a eina per a la bioremediació de residus radioactius.
C. freundii té l'habilitat de créixer en glicerol, i utilitzar-lo com la seva font única de carboni i energia. Aquest organisme conté un microcompartment bacterià que és capaç de processar propandiol.